# Brevoxathres x-littera
Brevoxathres x-littera är en skalbaggsart som först beskrevs av Julius Melzer 1932.  Brevoxathres x-littera ingår i släktet Brevoxathres och familjen långhorningar. Inga underarter finns listade.